# Anita Harris
Anita Madeleine Harris (Midsomer Norton, Somerset, Egyesült Királyság, 1942. június 3. –) brit (angol) énekesnő, színésznő, műkorcsolyázó, táncosnő, szórakoztató előadóművész, televíziós műsorvezető. Színpadi alakításai és zenei felvételei mellett a Folytassa-vígjátéksorozat két filmjében, televíziós sorozatokban is.

## Élete
Anita Harris már hároméves korában gyermekszínészi versenyt nyert. Hétéves korában szülei Midsomer Nortonból Bournemouth-ba költöztek. Harris szenvedélye a műkorcsolyázás volt, 16 évesen jégtáncosként kezdte pályáját. Hamarosan a londoni Queens Ice Rink állandó társulatának tagja lett. Londoni, nápolyi és Las Vegas-i jégrevükben korcsolyázott.

1961-től kezdve szólóénekesként dolgozott a rádióban, a televízióban és kabarészínpadokon. Különféle zenekarokkal együtt zenélt és énekelt, így dolgozott a Grenadiers együttessel és három éven át Cliff Adams Singers vokál együttessel is. 1961-ben jelent meg a Parlophone kiadónál első kislemeze, az I Haven’t Got You, melyet Lionel Bart írt. A Vocalion és a Decca is kiadta több kislemezét, de ezek nem hoztak kereskedelmi sikert.
1964-től Mike Margolis zeneszerző-producerrel dolgozott együtt, aki kiadta Harris lemezeit, és 1973-ban össze is házasodtak. 1965-ben Harris átment a Pye Records kiadóhoz, akivel felvette és kiadta Burt Bacharach és Hal David Trains and Boats and Planes dalának feldolgozását kislemezen. Ugyancsak 1965-ben kiadta ugyanennek a szerzőpárosnak London Life című dalát is, amely a dal egyetlen fennmaradt, napjainkig ismert változata. 1965 januárjában Kiki Dee-vel, Petula Clarkkal és Dusty Springfielddel együtt részt vett a 15. sanremói Dalfesztiválon, de produkciója, L’amore è partito nem jutott a döntőbe. 1966-ban kiadott Something Must Be Done kislemeze a slágerlistákon nem ért el jó helyet, de a Northern Soul stílus kedvelői között elsöprő sikert aratott.
1966-ban Harris átment Pye-tól a Columbia Records-hoz (CBS), itt még abban az évben kiadta a Somebody’s in My Orchard c. kezdő albumát, melyet David Whitaker zeneszerző szerkesztett. Ezt 1966-ban a zenekritikusok az év albumává választották (Music Critics’ Album of the Year 1966). 1967-ben legnagyobb kereskedelmi sikerét aratta a Just Loving You c. kislemezével, amely milliós példányszámban kelt el és (Harris lemezei közül egyetlenként) felkerült az Egyesült Királyság Top 10-es listájára.
1966-ban Top of the Pops műsorban Harris a Trains and Boats and Planes számával jelent meg, ugyanitt énekelte Dusty Springfield a You Don’t Have to Say You Love Me sikerszámát. Dusty bátyja, Tom Springfield dalszerző-producer megírta Harrisnek a Just Loving You dalt, amely 1967 júniusban jelent meg kislemezen, és a brit kislemez-listákon a 6. helyre jutott fel. A dal olasz nyelvű változatát, Ormai non t’aspettavo piú címmel, Harris szintén felvette, a kislemezt Olaszországban sikeresen forgalmazták. Második stúdióalbumát, amelynek szintén a Just Loving You címet adták, betitelt, erschien noch im gleichen Jahr (1967). 1967-ben Harris a Folytassa-filmsorozat két filmjében is szerepet kapott, a Folytassa, doktor! címűben (Clarke nővér) és a Folytassa az idegenlégióban! címűben (Corktip, a jósnő), mindkét szerepben jól kamatoztatta kisportolt, vonzó külsejét is.
1968-ban Harris kiadta a Dream a Little Dream of Me dal új változatát, ennek dallamát eredetileg 1931-ben Fabian Andre és Wilbur Schwandt szerzették, szövegét Gus Kahn írta,első előadója Ozzie Nelson volt, akit Wayne King zenekara kísért. Harris kislemezen kiadott változata a brit slágerlistákon a 33. helyet érte el, közben ugyanebben a dalnak az amerikai Cass Elliot által énekelt változata a 11. helyre jutott fel. 1969-ben megjelent Harris harmadik stúdióalbuma, a Cuddly Toy. 1970-ben a Thames televízió elindított egy rövid életű gyermekműsor-sorozatot Jumbleland címen, amelynek Harris volt a forgatókönyvírója, társproducere, egyben főszereplője is. A sorozat mellé kiadták dalainak gyűjteményes nagylemezét, Anita Harris Sings Songs From the Thames Television Series Anita in Jumbleland címmel. A gyermekműsor-sorozatot azonban már 1971-ben levették műsorról.
Az 1970-es évek végétől nyolc éven át David Nixon bűvész televíziós varietéműsorának állandó stúdió-énekese lett. Más show-műsorokba is gyakran hívták vendégszerepelni, Bruce Forsyth műsorába és a Morecambe & Wise Show-ba. 1981-től rendszeresen fellépett a jótékony célú Royal Variety Performance c. tévés varietéműsorban, repertoárjának állandó dala volt a Burlington Bertie. Ezt a számát előadta 1990-ben a London Palladium színpadán is, kiváló művészek társaságában, az Erzsébet anyakirályné 90. születésnapjára rendezett ünnepségen, II. Erzsébet királynő, Margit hercegnő, és Fülöp edinburgh-i herceg jelenlétében.
Énekelt a Talk of the Town nevű exkluzív éjszakai klubban is. Az 1980-as években két éven át színpadon szerepelt, Andrew Lloyd Webber Macskák című musicaljében, mint Grizabella.
1996-ban, hosszú szünet után Harris felvette és kiadta az Everyday Valentine c. albumát. 2001-ben még gyakran megjelent televíziós show-műsorokban, így a The Best of the Original Basil Brush Show-ban, a French & Saunders show-ban és Bob Monkhouse: A BAFTA Tribute c, műsoraiban.
1999-ben megírta és kiadta Fizzical! című videós könyvét, egy fitnesz-videófilm és egy szakácskönyv egyfajta keverékét.
2009-ben a Daily Telegraph-nak adott interjúban Harris elmondta, hogy egy svájci bank 1985-ös csődje nyomán az ő és férje teljes vagyona odaveszett, nemrégen londoni házukat is el kellett adniuk, még 15 000 font adósság is nyomja őket, és barátaiknál laknak. Sajtójelentések szerint eladósodásuk már a 2000-es évek elején megkezdődött, költséges jószolgálati alapítványokba, gazdaságtalan médiaprojektekbe fektettek sok pénzt, és lehetőségeiket meghaladóan, költekező módon éltek.

## Főbb filmszerepei
- 1959–196: One O’Clock Show, tévésorozat, önmaga
- 1959: Who Is Mary Morison?, tévéfilm, Marie
- 1966: Death Is a Woman, játékos a kaszinóban
- 1967: Folytassa az idegenlégióban! (Follow That Camel), Corktip / Szopóka hastáncosnő, jósnő
- 1967: Folytassa, doktor! (Carry On Doctor), Clarke nővér
- 1969: Cinderella, tévéfilm, Cinderella (Hamupipőke)
- 1970–1971: Jumbleland, tévésorozat, Anita in Jumbleland (főszereplő, forgatókönyvíró, énekesnő)
- 1973: Christmas Pantomime: Robin Hood, tévéfilm, Robin Hood
- 1982: West Country Tales, tévésorozat, asszony
- 2015: Baleseti sebészet (Casualty), tévésorozat, Francesca Hayward
- 2018: Kisvárosi gyilkosságok (Midsomer Murders), tévésorozat, S20E01 A Causton-i kolostor szelleme epizód, Irene Taylor
- 2019: EastEnders, tévésorozat, Shyanna

## Filmdalok előadása
- 1965: Hope And Keen, tévésorozat, énekesnőként
- 1966: Death Is a Woman, énekszám: Who’s Foolish
- 1967: Danger Route, énekszám: Danger Route
- 1968: Sebastian, énekszám: Here Comes The Night